# Ошняк (село)
Ошня́к (тат. Әшнәк) — село в Алексеевском районе Татарстана. Входит в состав Большетиганского сельского поселения.

## История
В «Списке населенных мест по сведениям 1859 года», изданном в 1866 году, населённый пункт упомянут как казённая деревня Ошняк (Тюбяк) 2-го стана Спасского уезда Казанской губернии. Располагалась при речке Тиганке, по левую сторону просёлочного тракта в село Билярск, в 61 версте от уездного города Спасска и в 32 верстах от становой квартиры в казённой деревне Базарные Матаки. В деревне в 94 дворах жили 601 человек (274 мужчины и 327 женщин). Была мечеть.

## Население
| 1859 | 1920 | 1926 | 1938 | 1949 | 1958 | 1970 | 1979 | 1989 | 2002 | 2010 | 2015 |
| ---- | ---- | ---- | ---- | ---- | ---- | ---- | ---- | ---- | ---- | ---- | ---- |
| 601  | 1303 | 1264 | 931  | 499  | 476  | 563  | 341  | 177  | 168  | 158  | 159  |

Национальный состав
Согласно результатам переписи 2002 года, в национальной структуре населения села татары составляли 96%.